# Де гроші
Де гроші — комедійний фільм від компанії DZIDZIOFILM та режисера Михайла Хоми. Прокат в Україні з 21 жовтня 2021.

## Сюжет
За сюжетом піаніст-авантюрист Міша, щоб знайти гроші на визволення друга з-під арешту, влаштовується працювати до старої власниці таємничого будинку-квесту. Але він не знає, що питання «Де гроші?» цікавить не тільки його. Всі в цьому будинку шукають гроші.

## Знімання
Відзняли за 23 дні в Києві та у Львові. Одну зі сцен відзнято на Личаківському цвинтарі у Львові. 
Бюджет стрічки склав 27 мільйонів гривень, з яких 21 мільйон 600 тисяч виділило Державне агентство з питань кіно, а решта – інвестори. Виробництво – DZIDZIOFILM. Підтримка – Держкіно та Міністерство культури та інфополітики.

## В ролях
- Ада Роговцева
- Михайло Хома
- Сергій Либа
- Анна Буткевич
- Ахтем Сеітаблаєв
- Віктор Андрієнко
- Володимир Остапчук
- Олексій Тритенко
- Юрій Горбунов

### Другорядні ролі
- Володимир Задніпровський
- Євген Сморигін
- Сталіна Лагошняк
- Любов Тимошевська
- Наталія Холоденко
- Дмитро Варварук
- Сергій Бачик
- Василь Ващук
- Назарій Гук